# Rebecca Belmore

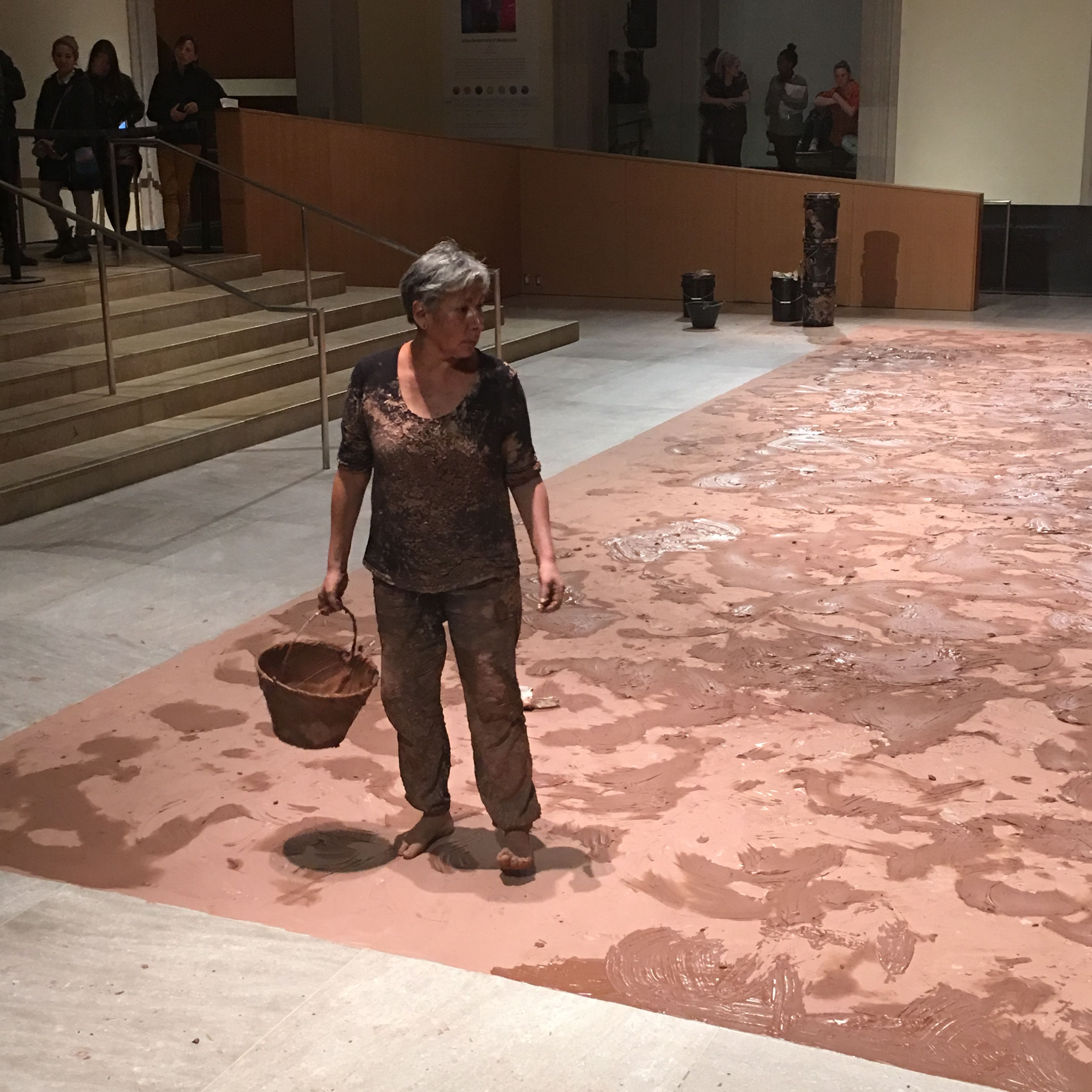
Rebecca Belmore

Rebecca Belmore (geb. 1960) ist eine interdisziplinäre Anishinabe-Künstlerin, die sich besonders durch politisch und sozial bewusste Performance- und Installationsarbeit auszeichnet. Sie ist Anishinabe und Mitglied des Lac Seul First Nation. Belmore lebt derzeit in Montreal, Quebec, Kanada.
Belmore stellt seit 1986 national und international aus. Ihre Arbeit konzentriert sich auf Fragen von Ort und Identität und stellt sich den Herausforderungen der First Nations Leute. Ihre Arbeit beschäftigt sich mit Geschichte, Stimme und Sprachlosigkeit, Ort und Identität. Belmores Kunst offenbart ein langjähriges Engagement für Politik und wie sie sich auf die Konstruktion von Identität und Repräsentationskonzepten beziehen. Sie hat in Kanada, den USA, Mexiko, Kuba und Australien ausgestellt. Im Jahr 2005 verlieh die OCAD University Belmore die Ehrendoktorwürde für ihre Karriere. Sie erhielt auch den Canadian Governor General's Award in Visual and Media Arts im Jahr 2013.

## Leben
Belmore wurde am 22. März 1960 in Upsala, Ontario, Kanada, geboren. Bis zum Alter von 16 Jahren verbrachte Belmore ihre Sommer im Nordwesten von Ontario bei ihren Großeltern. Während dieser Sommer unterrichtete ihre Großmutter sie über die Ernte einheimischen Gemüses. Die Autorin Jessica Bradley beschreibt Belmores Jugend aus folgendem Grund als schwierig: „Es wurde durch die kanadische Regierung die Assimilierung vorgeschrieben; Belmore wurde zum Besuch der High School in Thunder Bay geschickt und bei einer nicht einheimischen Familie untergebracht“. Bradley fügt hinzu, dass aufgrund ihrer Erfahrung als Jugendliche, die Vorstellungen von Vertreibung und kulturellem Verlust „in Handlungen oder Objekte der Wiedergutmachung und des Protestes (in ihren verschiedenen Werken) umgewandelt werden“. Belmore besuchte 1988 das Ontario College of Art and Design in Toronto und erhielt 2005 aufgrund ihres Erfolgs auf der Biennale in Venedig die Ehrendoktorwürde.
Belmores Mutter wurde auf einer kleinen Insel in Nordontario geboren; ihre Reise zum Geburtsort ihrer Mutter hat einen erheblichen Einfluss auf ihre Arbeit gehabt.

## Karriere
Rebecca Belmore hat während ihrer gesamten Karriere Arbeiten auf zweijährlichen Ausstellungen präsentiert. Sie war zweimal auf der Sydney Biennale vertreten, 1998 in der Ausstellung Every Day und 2006 in der Ausstellung Zones of Contact. Im Jahr 2005 wurde ihre Arbeit Fountain im Kanadischen Pavillon der 51. Biennale von Venedig gezeigt, als erste einheimische Künstlerin, die Kanada bei dieser Veranstaltung vertreten hat. Im selben Jahr stellte sie im Rahmen von Sweet Taboos auf der 3. Tirana Biennale in Albanien aus. 1991 stellte sie auf der IV. Biennale de la Habana auf Kuba aus.
Jolene Rickards Katalogbeitrag zur Biennale Venedig beschreibt Belmores Werk wie folgt: „Als First Nations oder Aborigines ist Belmores Heimatland heute die moderne Nation Kanada; dennoch zögert die Kunstwelt, diesen Zustand als eine kontinuierliche Form des kulturellen und politischen Exils anzuerkennen. Die Einbeziehung der politischen Basis der First Nations soll Belmores Arbeit nicht marginalisieren, sondern vertiefen. Die Leute denken, Belmore sei sowohl kanadisch als auch anishinabé – ich denke, sie ist eine Anishinabe, die im kontinuierlich kolonialen Raum Amerikas lebt.“
Belmore hatte zwei große Einzelausstellungen, The Named and the Unnamed, eine mehrteilige Installation, die an Frauen erinnert, die in Vancouvers Downtown Eastside, in der Morris and Helen Belkin Art Gallery, Vancouver (2002) vermisst werden; und 33 Stücke, ausgestellt in der Blackwood Gallery der University of Toronto at Mississauga (2001). 2008 veranstaltete die Vancouver Art Gallery Rising to the Occasion, eine Mid-Career-Umfrage über Belmores künstlerische Produktion. Im Jahr 2014 wurde Belmore beauftragt, ein Originalwerk für das Kanadische Museum für Menschenrechte zu schaffen. Das Werk besteht aus einer Decke aus handgepressten Tonperlen, die Herstellung wurde durch die Gemeinde in Winnipeg unterstützt.
Im Jahr 2010 war Belmore in einen Rechtsstreit mit der Pari Nadimi Gallery of Toronto verwickelt, von der sie auf Schadenersatz verklagt wurde. Von ihren zukünftige Einnahmen verlor sie 750.000 US-Dollar.
Im Jahr 2017 wurde Belmores Werk auf der documenta 14 in Athen, Griechenland, und in Kassel ausgestellt.

## Schaffen
Belmores interaktive Installation Mawa-che-hitoowin: A Gathering of People for Any Purpose (1992), zeigte einen Kreis von Stühlen aus Belmores Küche und Küchenstühlen, die anderen Frauen in ihrer Nähe gehören, in einem Kreis angeordnet. Jeder Stuhl hatte ein Paar Kopfhörer, die auf ihnen lagen. Die Besucher wurden eingeladen, auf jedem Stuhl zu sitzen, die Kopfhörer aufzusetzen und die Geschichten über die Kämpfe und Triumphe verschiedener indigener Frauen in Kanada zu hören, die mit ihren eigenen Stimmen erzählt wurden. Das Werk wurde für eine Ausstellung indigener Kunst anlässlich des 500. Jahrestages der Ankunft Kolumbus in Hispanola in Auftrag gegeben. Als solches nutzte es die indigenen Traditionen des Geschichtenerzählens und der Weitergabe von Weisheit von Ältesten, um gegen einheimische Stereotype und Viktimisierung vorzugehen.

### Werke (Auswahl)
- Twelve Angry Crinolines (1987), Parade und Video-Performance, Thunder Bay, Ontario, Kanada. Zusammenarbeit mit Ana Demetrakopoulos, Kim Erickson, Lori Gilbert, Joane Lachapelle-Bayak, Glenn McLeod, Karen Maki, Sandy Pandia und Lynne Sharman; organisiert von Lynne Sharman
- Artefakt #671B (1988), Protest zur Unterstützung des Lubicon Cree und gegen die olympischen Flammenfeiern, Thunder Bay, Ontario, Canada
- High-Tech Teepee Trauma Mama (1988), Performance-Installation, Indian Days Native Student Association Winter Carnival, Lakehead University, Thunder Bay Ontario, Kanada
- HOWUH! (1988), musikbasiertes Performance-Projekt mit Allen De Leary, Definitely Superior Art Gallery und Thunder Bay Indian Friendship Centre, Thunder Bay, Ontario, Kanada.
- Nah-doe-tah-moe-win: Bedeutet ein Objekt, auf das Sie hören (1989), Niagara Artists Centre, Saint Catharines, Ontario, Kanada; Galerie SAW Gallery, Ottawa, Ontario, Kanada; Multimediaarbeiten: Eine native Perspektive, AKA, Saskatoon, Saskatchewan, Kanada
- 29. August 1990 (1990), Performance, Première Biennale d'art actuel de Québec, Le Lieu, Quebec City, Quebec, Quebec, Kanada
- Ayum-ee-aawach Oomama-mowan: Speaking to Their Mother (1991), Performance, Walter Phillips Gallery, The Banff Centre, Banff, Alberta, Kanada; Tournee zu zahlreichen Orten in Kanada (1991–1996)
- Schöpfung oder Tod: Wir werden gewinnen (1991), Performance, IV Bienal de la Habana, Havanna, Kuba
- Ich bin keine Fucken Squaw! (1993), Performance, Fernlernprogramm Studentenabschlussbankett, Sioux Lookout, Ontario, Kanada
- Affiliation/Affliction (1994), Zusammenarbeit mit Reona Brass, Rencontre internationale d'art performance (RIAP) de Quebec, Le Lieu, Quebec, Kanada
- Tourist Act #1 (1995), partizipative Aufführung, Institute of American Indian Arts, Santa Fe, New Mexico, U.S.A.
- Interview mit dem Geist von Luna (1997), Performance, Künstlerresidenz "Apocalypso", The Banff Centre, Banff, Alberta, Kanada
- Garden of Eden (1998), Performance, Fünf neue Werke (ohne Titel), Kanadische Performance Kunst Tournee, Deutschland
- Manifest (1999), Performance, TIME TIME TIME TIME Performance Kunstfestival, Fado Performance, Inc., Zsa Zsa Gallery, Toronto, Ontario, Kanada
- The Indian Factory (2000), Performance als Installation, High-Tech Geschichtenerzähler: Ein interdisziplinäres Kunstprojekt der Aborigines, Tribe/AKA Gallery, Saskatoon, Saskatchewan, Kanada
- Wild (2001), Hausgäste: Zeitgenössische Künstler in der Grange, Art Gallery of Ontario, Toronto, Ontario, Kanada
- Vigil (2002), Performance, Talking Stick Aboriginal Art Festival, Full Circle First Nations Performance, Vancouver, British Columbia, Kanada
- Tongue River (2003), Performance-Zusammenarbeit mit Bently Spang, Fado Performance, Inc. in Toronto, Ontario, Kanada.
- Back to the Garden (2006), Performance, Urban Shaman/Ace Art, Inc., Winnipeg, Manitoba, Kanada
- " Einfrieren" mit Osvaldo Yero (2006), Nuit Blanche, Toronto, Ontario, Kanada
- Painted Road (2007), Performance, Schotterstraße hinter der Art Gallery of Sudbury, Laurentian University, Sudbury, Ontario, Kanada
- Making Always War (2008), Leistung, Leistungsassistent: Daina Warren, Morris und Helen Belkin Art Gallery, University of British Columbia, Vancouver, British Columbia, Kanada

## Ausstellungen
- Wana-na-wang-ong (1993), Contemporary Art Gallery, Vancouver, British Columbia, Kanada
- I Wait for the Sun (1994), Faret Tachikawa Kunstprojekt, Art Front Gallery, Tokyo, Japan
- Dreamers (1999), Keyano College Kunstgalerie, Fort McMurray, Alberta, Kanada
- Many/One (1999), Optica, Montreal, Quebec, Kanada
- auf diesem Gebiet (2000), Rhode Island School of Design Museum of Art, Providence, Rhode Island, U.S.A.
- Privatsammlung (2001), Pari Nadimi Gallery, Toronto, Ontario, Kanada
- 33 Stücke (2001), organisiert von Blackwood Gallery, University of Toronto at Mississauga, Mississauga, Ontario, Kanada; Tournee durch die Dunlop Art Gallery, Regina, Saskatchewan, Kanada (2002); Parry Sound Station Gallery, Parry Sound, Ontario, Kanada (2002); Definitely Superior Gallery, Thunder Bay, Ontario, Kanada (2003); W.K.P. Kennedy Public Art Gallery, Capitol Centre, North Bay, Ontario, Kanada (2003)
- The Named and the Unnamed (2002), organisiert von Morris und Helen Belkin Art Gallery, Vancouver, British Columbia, Kanada; Tournee durch die Art Gallery of Ontario, Toronto, Ontario, Kanada (2003); Kamloops Art Gallery, Kamloops, British Columbia, Kanada (2004); Confederation Art Centre, Charlottetown, Prince Edward Island, Kanada (2004); McMaster Museum of Art, McMaster University, Hamilton, Ontario, Kanada (2006)
- Extreme (2003), Pari Nadimi Gallery, Toronto, Ontario, Kanada
- Temperance (2004), Stamm, Saskatoon, Saskatchewan, Kanada
- Ohne Titel 1, 2, 3 (2005), Grunzen Galerie, Vancouver, British Columbia, Kanada
- The Capture of Mary March, Pari Nadimi Gallery, Toronto, Ontario, Kanada`.
- Parallel (2006), Urban Shaman/Ace Art, Inc., Winnipeg, Manitoba, Kanada
- cosi in cielo, cosi in terra (2006), Franco Soffiantino Arte Contemporanea, Turin, Italien
- Rebecca Belmore: Rising to the Occasion (2008), Vancouver Art Gallery, Vancouver, British Columbia, Kanada
- 5. März 1819 (2008), The Rooms Provincial Art Gallery, St. Johns, Neufundland, Kanada

## Auszeichnungen, Ehrungen und Residenzen
Belmore wurde die Mitgliedschaft in der Royal Canadian Academy of Arts verliehen. Im Jahr 2004 absolvierte Belmore eine Residency bei MAWA (Mentoring Artists for Women's Art) in Winnipeg, Manitoba. Sie ist außerdem Generalgouverneurin für Bildende Kunst und Medienkunst (2013) und Trägerin des Gershon-Iskowitz-Preises 2016.

## Bibliographie
- Daina Augaitis; Kathleen Ritter: Rebecca Belmore: Rising to the Occasion. Vancouver Art Gallery, Vancouver 2008, ISBN 978-1-895442-68-7.
- Jessica Bradley; Jolene Rickard; Scot Watson: Rebecca Belmore: Fountain. Kamloops Art Gallery, Morris and Helen Belkin Art Gallery, Biennale di Venezia, Morris and Helen Belkin Art Gallery, Vancouver 2005, ISBN 978-0-88865-634-6.
- Lori Blondeau [u. a.]: On the Fightin’ Side of Me: Lori Blondeau and Lynne Bell in conversation with Rebecca Belmore. In: Fuse Magazine, Band 28, Nr. 1, S. 25–34.
- Jessica Bradley: Rebecca Belmore: Art and the Object of Performance. In: Tanya Mars, Johanna Householder (Hrsg.): Caught in the Act. An Anthology of Performance Art by Canadian Women. YYZ Books, Toronto  2004.
- Robert Enright: The Poetics of History. An Interview with Rebecca Belmore. In: Border Crossings, Band 24, Nr. 3, 2005.
- Marilyn Burgess: The Imagined Geographies of Rebecca Belmore. In: Parachute, Nr. 93, Jan./Feb./März, 1999, S. 12–20.
- Barbara Fisher: 33 Pieces. Blackwood Gallery, Mississauga 2001.
- Richard William Hill: It’s Very Interesting if it Works. In Conversation with Rebecca Belmore and James Luna. In: Fuse Magazine, Band 24, Nr. 1, 2001, S. 28–33.
- Built on Running Water: Rebecca Belmore's Fountain. In: Fuse Magazine, Band 29, Nr. 1, 2006, S. 49–51.
- Lee-Anne Martin: The Waters of Venice: Rebecca Belmore at the 51st Biennale. In: Canadian Art, Band 22, 2005.
- Ingrid Mayrhofer: Ephemeral Monuments: The Interventions of Rebecca Belmore and César Saez. Galerie SAW Gallery, Ottawa 2006.
- Charlotte Juna, James Juna, Townsend-Gault: Rebecca Belmore: The Named and the Unnamed. Morris and Helen Belkin Art Gallery, Vancouver 2002, ISBN 978-0-88865-628-5.
- Robin Laurence: Racing Against History: The Art of Rebecca Belmore. In: Border Crossing Magazine, Band 21, Nummer 3, Figures and Faces (#83), S. 42–48, Kanada August 2002.

## Weiterführende Literatur
- Florene Belmore; Lee-Ann Martin: Wawa-na-wang-ong: Rebecca Belmore. Contemporary Art Gallery, Vancouver 1994, ISBN 0-920751-49-0.